# Institute of Labor Economics
Pour les articles homonymes, voir IZA.
L’Institute of Labor Economics (précédemment Institute for the Study of Labor en anglais et Forschungsinstitut zur Zukunft der Arbeit en allemand), ou « Institut d'Économie du Travail » en français, souvent abrégé IZA, est un institut de recherche privé allemand fondé en 1998 et situé à Bonn. L'institut est spécialisé en économie du travail.
L'Institute of Labor Economics est assi renommé pour décerner chaque année depuis 2002 le Prix IZA de l'économie du travail.

## Histoire
Son actuel président est Klaus Zumwinkel, ancien président de la Deutsche Post.